# Tethya californiana
Tethya californiana är en svampdjursart som beskrevs av de Laubenfels 1932. Tethya californiana ingår i släktet Tethya och familjen Tethyidae. Inga underarter finns listade i Catalogue of Life.